# 5 Pułk Kirasjerów Cesarstwa Austriackiego
5 Pułk Kirasjerów Cesarstwa Austriackiego – jeden z austriackich pułków kawalerii okresu Cesarstwa Austriackiego.
Okręg poboru: Styria, Karyntia.
Podczas wojny polsko-austriackiej w 1809 wchodził w skład Brygady Kirasjerów Sebastiana Spetha w Dywizji Kawalerii Karla Augusta von Schaurotha. Posiadał 6 szwadronów a jego dowódcą był Hannibal Marchese di Sommariva.

## Wcześniejsza nomenklatura
- 1769: 14 Pułk Kawalerii
- 1780: 12 Pułk Kawalerii
- 1789: 14 Pułk Kawalerii
- 1798: 9 Pułk Kirasjerów
- 1801: 5 Pułk Kirasjerów

## Garnizony

### Przed powstaniem Cesarstwa
- 1787: Wiedeń
- 1789: Göngyös
- 1790: St. Georgen
- 1791: Neutra (Nyitra)
- 1792-1793: Wiedeń
- 1798-1799: Neutra (Nyitra)
- 1801: Wiedeń (Herzogenburg)
- 1802: Steinamanger (Szombathely)
- 1803: St. Georgen

### Po powstaniu Cesarstwa
- 1805: Wiedeń
- 1806: Rzeszów
- 1807: Niedwiecz
- 1808-1809: Rzeszów - Kraków
- 1810: Wiedeń
- 1811: Oedenburg, Báth
- 1812-1813: St. Georgen
- 1814-1815: Wiedeń, St. Georgen
- 1816-1820: Pardubice (Pardubitz)